# 사할린스키만

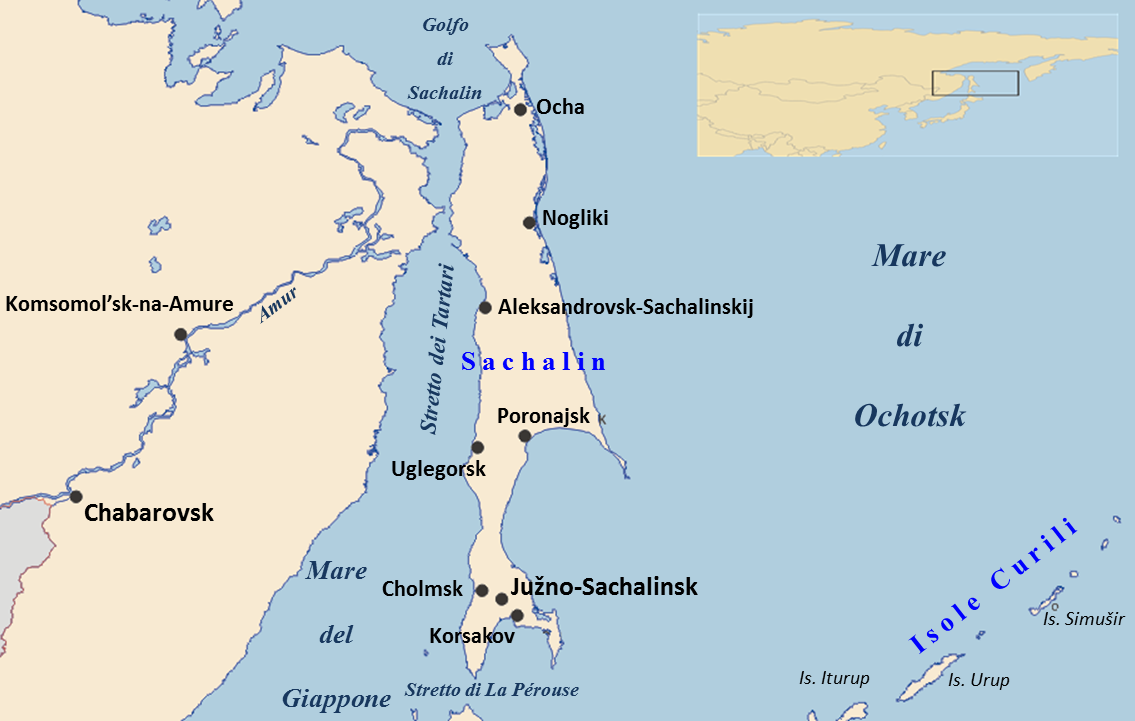

사할린스키만(러시아어: Сахали́нский зали́в)는 사할린섬의 북쪽과 아무르강의 북쪽에 위치해 있는 오호츠크해의 만이다.
남쪽은 아무르스키 해협(Амурский лиман)에 위치해 있다. 길이는 160km이고 네벨스코고 해협, 타타르 해협에 접해 있다. 11월 - 6월까지는 얼어붙는다. 깊이는 2-3m이다. 만의 수역에서는 대구가 잡히는 등 어업이 활발하게 이뤄진다. 중심지는 모스칼보(Москальво)이다.